# Brahea aculeata
Brahea aculeata är en enhjärtbladig växtart som först beskrevs av Townshend Stith Brandegee, och fick sitt nu gällande namn av Harold Emery Moore. Brahea aculeata ingår i släktet Brahea och familjen Arecaceae. IUCN kategoriserar arten globalt som sårbar. Inga underarter finns listade i Catalogue of Life.